# A Frente Fria Que a Chuva Traz
A Frente Fria que a Chuva Traz é um filme de drama brasileiro de 2016 dirigido e escrito por Neville d'Almeida. Baseado na peça de teatro homônima de Mário Bortolotto, o filme é protagonizado por Bruna Linzmeyer interpretando uma prostituta viciada em drogas. É co-protagonizado por Chay Suede, Johnny Massaro e Juliana Lohmann.
A Frente Fria que a Chuva Traz estreou no Festival do Rio em 6 de outubro de 2015 e foi lançado no Brasil em 28 de abril de 2016. O filme foi recebido com avaliações mistas por parte dos críticos de cinema que, no geral, ressaltaram os questionamentos sobre a moralidade que o filme traz, mas com críticas gerais à escrita do roteiro. O filme obteve um público de cerca de 1600 pessoas durante sua curta exibição nos cinemas, gerando uma receita de R$ 26.153,93.
Na 16.ª edição do Grande Otelo, promovida pela Academia Brasileira de Cinema, o filme recebeu uma indicação na categoria de Melhor Roteiro Adaptado para Neville D’Almeida e Michel Melamed, adaptado do texto A Frente Fria que a Chuva Traz de Mario Bortolotto.

## Enredo
A história acompanha um grupo de jovens da classe média alta do Rio de Janeiro que se reúne em uma casa de uma comunidade da cidade para fazer uma festa. Regada a muita bebida, drogas e sexo, a festa começa a incomodar a vizinhança e a relação dos jovens com os moradores da comunidade revela o abismo social que os separam. Em meio às confusões que se sucedem ao longo da noite da festa, a jovem e pobre Amsterdã (Bruna Linzmeyer) se infiltra entre os jovens ricos para conseguir drogas e se depara com questionamentos que a levam a refletir sobre a vida.

## Elenco
- Bruna Linzmeyer como Amsterdã
- Johnny Massaro como Alison
- Chay Suede como Espeto
- Juliana Lohmann como Fabi
- Marina Provenzzano como Lili
- Juliane Araújo como Cris
- Nathália Limaverde como Bia
- Michel Melamed como Raposão
- Flávio Bauraqui como Gru
- Mário Bortolotto como Vitor
- Bruce Gomlevsky como Cliente de Amsterdã
- Nill Marcondes como Rapaz do Beco
- Diogo Almeida como Rapaz do Beco

## Produção
O filme marca a volta de Neville d'Almeida na direção de um longa-metragem, sendo este o primeiro longa lançado pelo cineasta em mais de 15 anos, desde Navalha na Carne, em 1997. O enredo do filme é baseado na peça de teatro de mesmo nome e escrita por Mário Bortolotto, o qual também atua no filme com o personagem Vítor.
O cenário do filme foi quase inteiro realizado em um mesmo ambiente, uma laje de uma casa no morro do Vidigal com vista para o mar. A direção de fotografia é assinada por Kika Cunha e busca valorizar a paisagem com tons ensolarados para contrastar com a escuridão emocional dos personagens apresentados na trama.

## Lançamento
A estreia mundial de A Frente Fria que a Chuva Traz ocorreu em 6 de outubro de 2015 durante o Festival do Rio, no Rio de Janeiro. O primeiro trailer do filme começou a ser divulgado pelas distribuidoras a partir de 28 de março de 2016. A estreia nos cinemas aconteceu em 28 de abril de 2016 com sessões limitadas.

## Recepção

### Bilheteria
O filme foi lançado em sessões limitadas com apenas 2 salas de cinema em seu lançamento. Segundo dados do Anuário Estatístico do Cinema Brasileiro de 2016, realizado pela Ancine, ao longo de sua exibição comercial, o filme alcançou um público de 1.695 espectadores gerando uma receita de cerca de R$ 26.153,93.

### Crítica

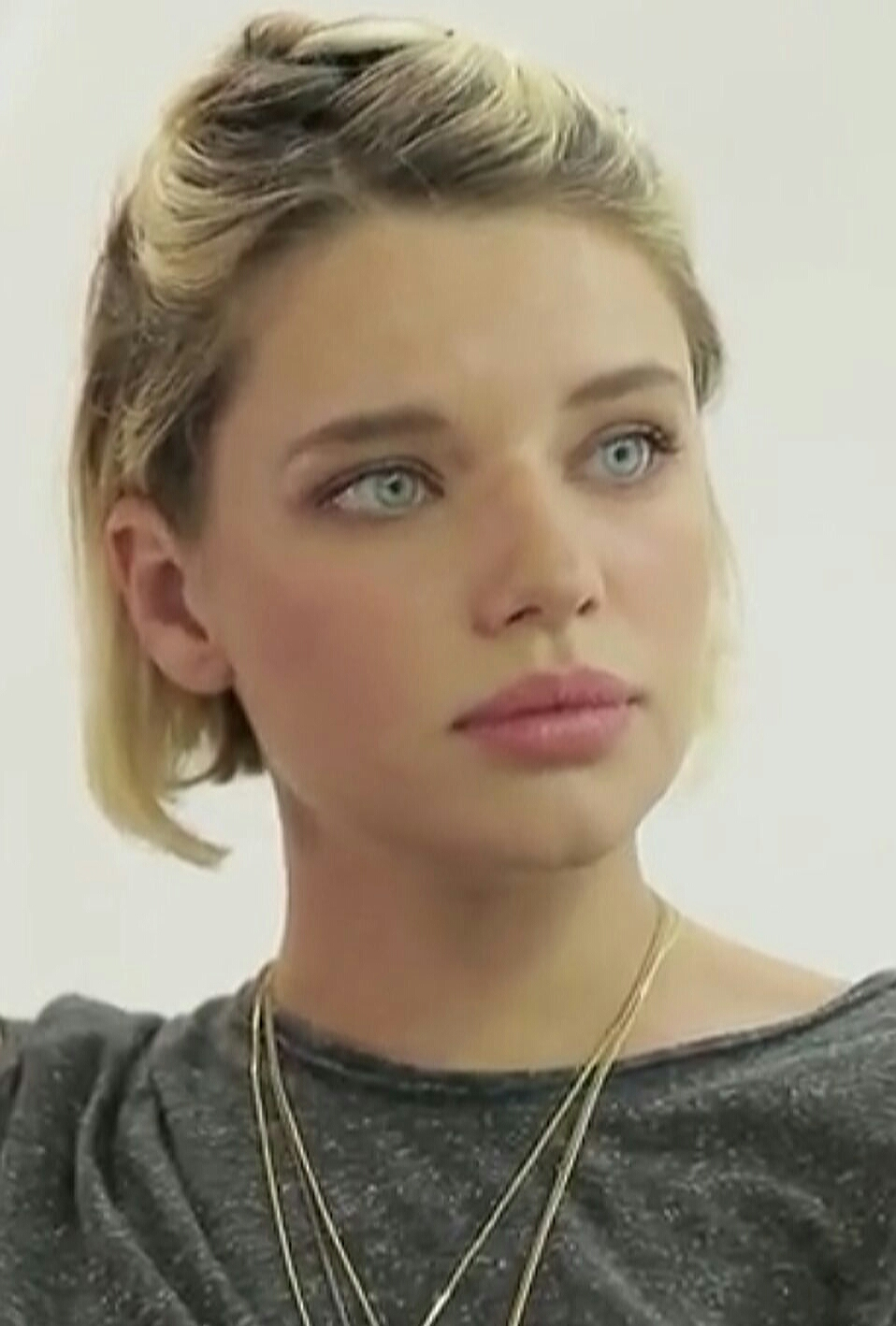
A performance de Bruna Linzmeyer como a jovem viciada Amsterdã foi elogiada pela crítica.

O filme foi recebido com críticas mistas por parte dos críticos especializados. No website agregador de resenhas AdoroCinema, possui uma nota média de 3,6 de 5 estrelas () com base em sete resenhas críticas publicadas pela imprensa brasileira. Francisco Russo, escrevendo para o próprio AdoroCinema, atribuiu ao filme 3 de 5 estrelas, o que o classifica como "Bom", e pontuou: "[...] é fácil não gostar de A Frente Fria que a Chuva Traz. A realidade de Alisson e seus amigos afugenta e provoca asco, pelo modo com as pessoas são tratadas e representadas. Entretanto, o ponto forte do filme é justamente este. Em sua volta ao cinema, Neville entrega um universo odioso e irritante, que abusa do discurso vazio para se justificar, mas que faz parte da sociedade atual"
Ruy Gardnier, escrevendo para o jornal O Globo, disse: "Em geral, os filmes que trabalham com o mote “todos são sórdidos” abusam de moralismo tacanho e esbanjam superioridade diante do que mostram. “Frente fria” lida com isso de outra forma, imbricando festa contínua e vulgaridade infinita, infame e sublime..." Inácio Araújo, crítico da Folha de S.Paulo, escreveu: "Em suma, somos boçais e perversos e não temos que esperar por salvação. É uma ideia. Mas é também o limite do filme: o que tem de um tanto genérica se manifesta nos momentos em que o filme patina e, à falta de aprofundar seu tema, refugia-se em novas cafajestices."
Rodrigo Fonseca, para o website Omelete, escreveu: "Neville constrói um tratado sobre a cafetinização da pobreza pelos mais abastados, apoiado em um elenco de estrelas, a começar por Bruna Linzmeyer numa síntese perfeita do desvario. Num olhar rápido, pode ser dizer que Neville fez uma micareta: a micareta da devassidão." Francisco Carbone, do website Cineplayers, escreveu: "[...] a reviravolta que Frente Fria dá em tudo que está por aí (inclusive no bom mocismo do nosso cinema, com um linguajar deliciosamente chulo e real) e o modo como seu diretor parece ter se preparado a vida inteira para ele, parece dizer que tudo valeu a pena."

## Prêmios e indicações
| Ano  | Associações                        | Categoria               | Recipiente(s)                      | Resultado | Ref.  |
| ---- | ---------------------------------- | ----------------------- | ---------------------------------- | --------- | ----- |
| 2017 | Grande Prêmio do Cinema Brasileiro | Melhor Roteiro Adaptado | Neville d'Almeida e Michel Melamed | Indicado  | [ 5 ] |